# Charles Mayer
Charles Mayer (¿?–¿?) fue un boxeador estadounidense. Obtuvo una medalla de oro, en único combate, frente a Benjamin Spradley en la categoría de peso mediano durante los Juegos Olímpicos de San Luis 1904. También intervino en la categoría de peso pesado, pero perdió frente a Samuel Berger.